# ビトリア空港
ビトリア空港（スペイン語: Aeropuerto de Vitoria, 英語: Vitoria Airport, (IATA: VIT, ICAO: LEVT)）は、スペイン・バスク自治州・アラバ県・ビトリア＝ガステイス近郊にある空港。バスク語ではガステイス空港(バスク語: Gasteizko aireportua)やガステイス＝フォロンダ空港(バスク語: Gasteiz-Foronda aireportua)。
ビトリア＝ガステイスの市街地から8kmの距離にある。バスク自治州にある3空港（ビトリア空港、ビルバオ空港、サン・セバスティアン空港）の中では最長の3,500mの滑走路を持つ。2013年の旅客数は6,912人だった。

## 就航会社

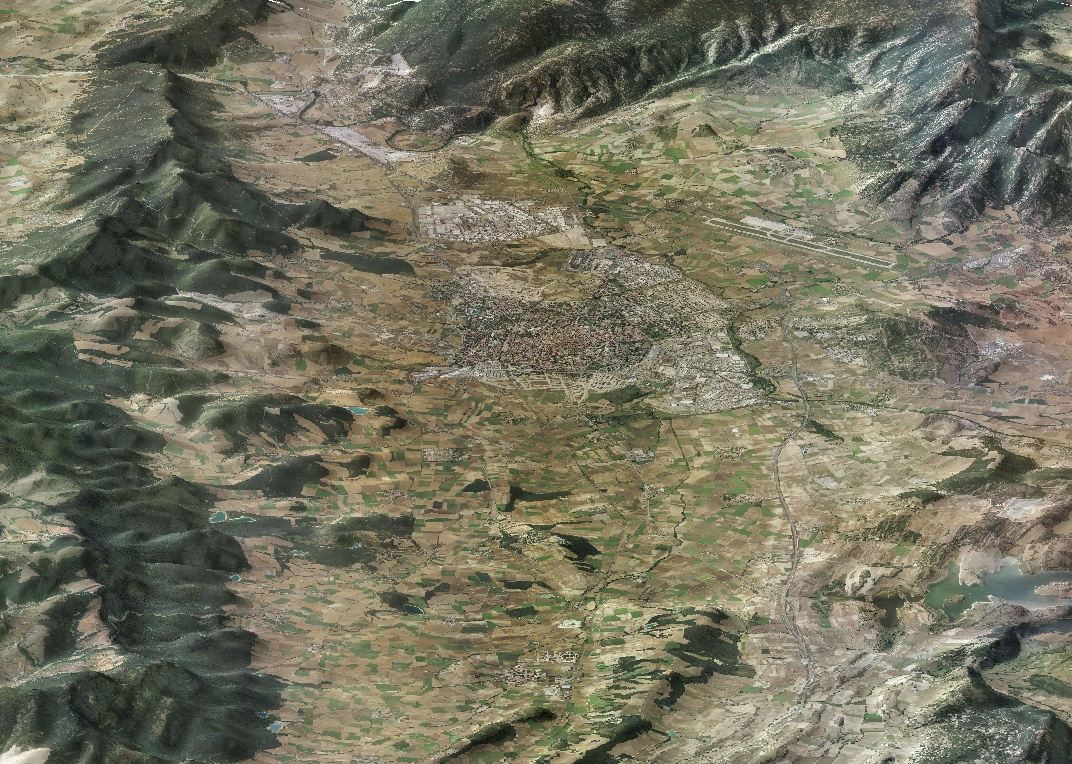
ビトリア＝ガステイス（中央）と空港（右上）周辺の鳥瞰図

### 旅客便
2005年にはライアンエアーがイギリスのロンドン・スタンステッド空港との間に毎日運航を開始し、数年後にはアイルランドのダブリン空港との間に定期運航を開始した。ロンドン便には15カ月で110,000人の乗客があり、ダブリン便には9カ月で21,000人の乗客があったが、ライアンエアーは2007年10月に両便の運航を休止した。2012年10月にはマラガを本拠地とする地域航空会社のヘリット・ライネア・アエレアスがバルセロナ＝エル・プラット空港への定期便の運航を開始したが、2013年1月に運航休止してビトリア空港の旅客定期便の設定がなくなった。2014年夏にはイベリア航空がバレアレス諸島のパルマ・デ・マヨルカ空港、メノルカ空港、イビサ空港に季節運航便を設定し、2014年10月にはニューヨークのジョン・F・ケネディ国際空港に季節運航便を設定した。ニューヨーク便はバスク地方の各空港から大西洋を横断する初の便である。
| 航空会社     | 就航地 |
| ------------ | --- |
| イベリア航空 | 季節運航: パルマ・デ・マヨルカ（2014年夏）, 季節運航: メノルカ（2014年夏）, 季節運航: イビサ（2014年夏）, 季節運航: ニューヨーク（2014年10月） |

### 貨物便
| 航空会社          | 就航地 |
| ----------------- | ------ |
| DHLアビエーション |        |
| スウィフトエア    |        |
| ASL航空ベルギー   |        |